# Сент-Кетерин (округа, Ямайка)
Сент-Кетерин (англ. Saint Catherine Parish, ям. креол Sin Kiachrin Parish) — один з 14 округ Ямайки. Розташований в південно-східній частині острова, є частиною графства Мідлсекс, за переписом на 2009 рік населення округу становило 516218 осіб.
Адміністративний центр — Спаніш-Таун. Раніше іменувалися як Сан-Джага де ла Вега або Сантьяго де ла Вега.

## Економіка
Сільське господарство є основним джерелом доходу. Багато фермерів вирощують банани, кокоси, ананаси, цитрусові, гарбузи та перець. Великі підприємства в основному виробляють цукрову тростину, банани та цитрусові для експорту.
Крім того, туризм тут відіграє велику роль.